# Terror Hungry
Terror Hungry es el segundo álbum de estudio de la banda finlandesa de thrash metal Lost Society, lanzado el 4 de abril de 2014.

## Lista de canciones
1. "Spurgatory" – 1:31
2. "Game Over" – 4:13
3. "Attaxic" – 3:52
4. "Lethal Pleasure" – 4:01
5. "Terror Hungry" – 2:57
6. "Snowroad Blowout" – 3:02
7. "Tyrant Takeover" – 5:30
8. "Overdosed Brain" – 5:08
9. "Thrashed Reality" – 3:35
10. "F.F.E." – 2:40
11. "Brewtal Awakening" – 5:13
12. "Mosh It Up" – 3:53
13. "Wasted After Midnight" – 3:20
14. "You Can't Stop Rock 'N' Roll (Twisted Sister cover)" – 4:37 (bonus track)

## Créditos
- Samy Elbanna - voz, guitarra
- Arttu Lesonen - guitarra
- Mirko Lehtinen - bajo
- Ossi Paananen - batería

- Datos: Q18678752